# Атмачиди, Аким Иванович
Аким Иванович Атмачиди (22 сентября 1937 — 16 января 2013) — директор Семипалатинского производственного объединения сборного железобетона, Народный герой Казахстана (1995), заслуженный строитель Казахской ССР.

## Биография
Родился в городе Туапсе в семье рабочего. Грек. Отец, Иван Атмачиди, в 1937 году был репрессирован как «враг народа» (реабилитирован).  В 1942 году, вместе с матерью и старшими братьями и сёстрами был эвакуирован в Семипалатинск.
Окончив восьмилетку поступил в строительный техникум, позже – на экономический факультет технологического института.
В 1967 году назначен директором комбината сборного железобетона № 1 (г. Семипалатинск), впоследствии преобразованного в производственное объединение сборного железобетона. До своего назначения восемь лет проработал на этом предприятии техником-лаборантом, сменным мастером, начальником цеха, заместителем директора. С 1995 года — президент Семипалатинской производственно-финансовой группы. Под его руководством автоматизированы производственные процессы на предприятии, что способствовало значительному повышению производительности труда.
Дважды избирался депутатом Верховного Совета Республики Казахстан.
Умер 16 января 2013 года.

## Награды
- Народный герой Казахстана (29 декабря 1995 года)
- Орден Отан
- Орден Октябрьской Революции
- Орден Дружбы Народов
- Два ордена «Знак Почёта»
- Почётное звание «Заслуженный строитель Казахской ССР»[3]
- Две Почётные грамоты Верховного Совета Казахской ССР
- Лауреат премии профсоюзов СССР имени Дуванова
- Почётный гражданин города Семипалатинска